# Zav'jalovskij rajon
Lo Zav'jalovskij rajon (in russo Завьяловский район?, in lingua udmurta Дэри ёрос) è un municipal'nyj rajon della Repubblica Autonoma dell'Udmurtia, in Russia. Istituito il 1º giugno 1937, occupa una superficie di 2 202,82 chilometri quadrati, ha come capoluogo il villaggio di Zav'jalovo e una popolazione di 79 930 abitanti. Il distretto è suddiviso in 19 comuni rurali.
I maggiori fiumi del territorio sono la Kama e il suo affluente di destra, l'Iž.